# Tweemanspolder Molen No.4
De Tweemanspolder Molen No.4 is een grondzeiler nabij Zevenhuizen. De molen is in 1722 gebouwd voor de bemaling van de Katgespolder en de Swanlasche polder, die beide tot plassen waren uitgeveend. Sinds de droogmaking van de Katgespolder maakt de molen deel uit van de molenviergang Tweemanspolder als bovenmolen. De molen is voorzien van een scheprad met een diameter van 5,95 m. In 1953 is de viergang buiten bedrijf gesteld en zijn de molens in bezit gekomen van de Stichting Molenviergang Tweemanspolder. De molen wordt bewoond en is niet te bezoeken.
Tegenwoordig draait de molenviergang tweemaal per maand, op zaterdag.